# Гай Брутий Криспин
Гай Брутий Криспин (на латински: Gaius Bruttius Crispinus) или Луций (на латински: Lucius Bruttius Crispinus) e политик и сенатор на Римската империя през 3 век.

## Биография
Криспин e патриций и произлиза от фамилията Брутии, която идва от Лукания. Той е син на Луций Брутий Квинтий Криспин (консул 187 г.) и брат на Гай Брутий Презенс (консул 217 г.). Баща му е брат на Брутия Криспина (164 – 193), която през 178 г. става съпруга на римския император Комод.
През 224 г. при Александър Север (упр. 222 – 235) Криспин е консул заедно с Апий Клавдий Юлиан.